# Phorotrophus limpidus
Phorotrophus limpidus är en stekelart som beskrevs av Pierre L. G. Benoit 1955. Phorotrophus limpidus ingår i släktet Phorotrophus och familjen brokparasitsteklar. Inga underarter finns listade i Catalogue of Life.